# Lametazaur
Lametazaur (Lametasaurus indicus) – nazwa nadana chimerze złożonej ze szczątków kilku zwierząt. Nazwa "Lametasaurus" oznacza "jaszczur z formacji Lamet" i odnosi się do leżącej w Dżabalpur w Indiach formacji, w której odkryto szczątki tego domniemanego dinozaura. Holotyp składa się z fragmentów pancerza ankylozaura lub tytanozaura, zębów krokodyla i szczątków teropodów. Został opisany przez Matleya w 1921 jako teropod. Inne skamieliny przypisywane niegdyś lametazaurowi uważa się obecnie za należące do radżazaura. Ponieważ Lametasaurus okazał się chimerą, nazwa ta nie jest używana. Skamieliny na których podstawie opisano lametazaura pochodzą z mastrychtu (późna kreda).